# Martin Filler
Martin Myles Filler (17 de setembro de 1948) é um proeminente crítico de arquitetura americano. Ele é mais conhecido por seus longos ensaios sobre arquitetura moderna, publicados na The New York Review of Books desde 1985, e que serviram de base para o livro Makers of Modern Architecture de 2007, publicado pela New York Review Books.

## Escrita
Seus escritos sobre arquitetura, arte e design–mais de 1.000 artigos até hoje–apareceram em uma ampla variedade de periódicos, jornais, periódicos acadêmicos e catálogos de exposições nos Estados Unidos, Europa e Japão, incluindo cerca de 50 peças de The New York Times. Durante o início dos anos 80, a Art in America publicou sua série de onze partes em uma geração emergente de arquitetos de vanguarda, incluindo Frank Gehry e outros ainda para alcançar amplo reconhecimento.

### Publicações
Seu livro Makers of Modern Architecture de 2007 foi publicado pela New York Review Books e a edição em espanhol, La arquitectura moderna y sus creadores, será publicada pela Alba em outubro de 2012. Robert Hughes o elogiou como "de longe a escrita mais inteligente e bem tornada sobre arquitetura feita nos últimos anos" e chamou Filler de "um crítico regular da imprensa americana cujas peças são um prazer garantido de revisitar–ou ler pela primeira vez."
Uma segunda coleção de seus ensaios da New York Review, Makers of Modern Architecture, Volume II, foi publicada pela New York Review Books no outono de 2013. Segundo o historiador George Baird, "Após uma mudança significativa no teor ou nas críticas arquitetônicas... [Filler] pode alegar ter lançado o novo tom e uma nova orientação social para o projeto arquitetônico... A força da escrita de Filler tem crescido constantemente ao longo do tempo e... [me] parece que agora ele pode reivindicar o manto da falecida Ada Louise Huxtable, a crítica mais admirada dos últimos tempos."
A série foi estendida ainda mais com a publicação de Makers of Modern Architecture, Volume III, no outono de 2018.
As críticas de Filler costumam ser abomináveis e francas: em um artigo de opinião do New York Times, ele denunciou a adição de Gwathmey Siegel ao Museu Guggenheim de Frank Lloyd Wright como "o ato mais terrível de vandalismo arquitetônico desde a demolição da Estação da Pensilvânia". Na The New York Review of Books, ele denominou a reconstrução da Berlim pós-reunificação "um fiasco de imensas proporções, a maior oportunidade perdida no urbanismo pós-guerra" e caracterizou as estruturas semelhantes a pássaros do arquiteto-engenheiro espanhol Santiago Calatrava como "kitsch".

### Correção de Rem Koolhaas
O perfil de Rem Koolhaas, de 10 de maio de 2012, na The New York Review of Books, chamou a atenção do arquiteto por seus erros factuais com base no que Filler encontrou na Wikipédia. Quando Koolhaas escreveu ao NYRB para corrigir os erros, Filler respondeu culpando Koolhaas por não corrigir sua própria página da Wikipédia (esses erros foram corrigidos na versão revisada do ensaio de Koolhaas que aparece como Capítulo 13 em Makers of Modern Architecture, Volume II).

### Correção de Zaha Hadid
De agosto de 2014 a janeiro de 2015, ele foi objeto de um processo por Zaha Hadid por comentários errados que fez na The New York Review of Books. Dias após a ação legal, Filler emitiu uma declaração pública afirmando, em parte: “Escrevi que 'estimados mil trabalhadores... pereceram durante a construção de seu projeto até agora'... [quando de fato] houve nenhuma morte de trabalhadores no projeto Al Wakrah.” Ele acrescentou que "lamenta o erro". No início de 2015, Hadid retirou sua reclamação e, nos termos de um acordo confidencial, doou "uma quantia não revelada em dinheiro a uma organização de caridade que protege e defende os direitos trabalhistas".

## Visualizações

### Expansão MoMa
O artigo de Filler's, em 23 de maio de 2013 denunciou a intenção do Museu de Arte Moderna de demolir o prédio adjacente ao Museu Americano de Arte Folclórica de Tod Williams e Billie Tsien para abrir caminho para a expansão do MoMA, que foi amplamente creditada por levar a instituição a reconsiderar seus planos. Como observou Baird, "é difícil imaginar que a voz de Filler não tenha um efeito significativo sobre a situação".

## Prêmios e honras
- 2003 - Eleito membro da Academia Americana de Artes e Ciências
- Prêmio PEN/Diamonstein-Spielvogel de 2014 pela Arte de Ensaio, lista longa, para os Construtores da Arquitetura moderna, volume II[11]
- 2017 - Prêmio Stephen A. Kliment Oculus em Jornalismo de Arquitetura, concedido pelo Instituto Americano de Arquitetos em Nova York, para homenagear um profissional de mídia por sua "influência na prática da arquitetura e em ajudar os profissionais de arquitetura promovendo e elevando seus padrões".[12]